# Броеница
Броеницата е връв с възли или нанизани зърна (мъниста) от дърво, стъкло, кехлибар, кожа или друг материал.

## Произход и предназначение
През древността и Средновековието, когато не съществуват механични или електронни броячи, хората използват броеници, за да не допускат грешки при преброяването на добитъка, стоките в складовете и други подобни. Наличието на броеница подчертава социалния статус на нейния притежател, като собственик на много стока, която се налага да брои. Така броениците от чисто практична са придобили естетическа и икономическа функция. Появяват се броеници, изработени от кехлибар и други скъпи за времето си материали.

## Броеницата в Православието
В религиите броениците се използват за броене на изречените молитви, направените поклони и други религиозни обреди.
Светите подвижници в Православието използват молитвената броеница като подходящ за всяко време и условия външен израз на непрестанната молитва. Според Българската православна църква, молитвената броеница е средство, чрез което вярващите се концентрират в общението си с Бога, заставайки непосредствено пред Божието лице, макар и да им е трудно в началото да го разпознаят като присъствие. В резултат на това непосредствено общение, вярващите събират в себе си очистващата, просветяваща и обожествяваща благодат и душата им става „храм на Светия Дух“.

## В религиозните практики вИндия
В индуизма се използва за насочване и благоприятства рецитирането на мантрите, както и отчитането на техният брой по време на медитация. Обикновено се състои от 108 мъниста понякога с едно допълнително по-голямо зърно, наречено „Меру“. Служат и  за да опишат цикличния характер на живота в Самсара.